# Raymond Leblanc
Pour les articles homonymes, voir Leblanc.
Raymond Leblanc, né le 22 mai 1915 à Longlier (province de Luxembourg) et mort le 21 mars 2008 à Bruxelles (région de Bruxelles-Capitale), est un éditeur de presse et de bande dessinée belge, fondateur du journal Tintin, des éditions du Lombard et des studios de dessins animés Belvision.

## Biographie
Raymond Leblanc naît le 22 mai 1915 à Longlier, près de Neufchâteau, dans l'Ardenne belge. Dans sa jeunesse, il témoigne d'un fort goût pour les lettres et il est « un élève prodige », qui obtient son diplôme de rhétorique (équivalent du baccalauréat) à l'âge de 15 ans. Il passe le concours d'officier des douanes et commence à exercer sa profession, mais en 1940 l'invasion nazie le décide à entrer dans la Résistance belge.
Après la fin de la Seconde Guerre mondiale où il est un résistant actif au sein du Mouvement National Royaliste, il entre aux éditions Yes, situées au « 55 rue du Lombard » à Bruxelles ; cette société édite une collection de romans d'amour ainsi que le magazine Ciné Sélection. C'est lui qui prend contact avec Hergé qui, à l'époque, était interdit de publication par le haut commandement des forces alliées en Belgique car, sous l'occupation, ce dernier avait continué à publier la suite des Aventures de Tintin dans le quotidien Le Soir contrôlé par les nazis. Leblanc souhaite lancer un journal pour enfants, sur le modèle du Petit Vingtième, en version modernisée. Il crée les éditions du Lombard et confie à Hergé la direction artistique de son nouveau projet en direction des jeunes, Le Journal de Tintin. Avec son passé de résistant, l'éditeur parvient à sortir Hergé des ennuis. Le premier exemplaire sort le 26 septembre 1946 et connaît un succès immédiat : les 60 000 exemplaires sont épuisés en trois jours. À partir de 1948 paraît la version française, coéditée par l'éditeur parisien Georges Dargaud. Le premier album publié par la maison d'édition est Le Secret de l'Espadon en 1954.
Le tandem Leblanc-Hergé permet à la génération des dessinateurs belges et français d'après-guerre (Edgar Pierre Jacobs, Jacques Laudy, Paul Cuvelier, Jacques Martin, etc.) de faire leurs premiers pas dans la bande dessinée. Grâce à ce journal, les enfants découvrent notamment les aventures de Blake et Mortimer, Alix, Dan Cooper, Chick Bill, Michel Vaillant… Il favorise l'émergence de talents comme Tibet, Jean Graton, Hermann, Derib, Cosey, Raymond Macherot, Dupa, Grzegorz Rosiński.
En 1954, c'est lui qui développe l'idée d'utiliser les personnages de la bande dessinée pour la promotion des produits en créant l'agence de publicité Publiart dévolue à cette activité. Il crée également les timbres Tintin, sur des produits alimentaires, pour la visibilité de sa marque. En 1954, il crée le journal Line, ancêtre de Mademoiselle Âge tendre.
En 1958, Raymond Leblanc installe ses bureaux dans un immeuble qui devient le Building Tintin, surmonté de la tête de Tintin et classé depuis 2004 monument historique,.
Dans son ouvrage Hergé : lignes de vie, Philippe Goddin révèle qu'en 1961, l'éditeur Georges Dargaud a discrètement associé Raymond Leblanc et Hergé à l'édition et à l'exploitation du journal Pilote « et de ses recueils » pour le Benelux.
Dans les années 1960 et 1970, Leblanc est aussi un des producteurs de dessins animés les plus en vue en Europe, via sa société Belvision qui sort des longs métrages jusqu'en 1975. Producteur de nombreuses adaptations des Aventures de Tintin en dessin animé et de Tintin et le Lac aux requins (1972) qu'il réalise, il est également coproducteur des aventures de Johan et Pirlouit avec son concurrent de l'époque, Dupuis, et il a aussi produit le film documentaire Moi, Tintin. Il a également réalisé une adaptation des aventures de Gulliver, mélangeant personnage réel et personnages animés (avec Richard Harris dans le rôle de Gulliver).
En 1986, il cède au groupe Média participations les éditions du Lombard dont il reste le président d'honneur jusqu'à sa mort et qui éditait chaque année une cinquantaine de bandes dessinées : en 2006, d'après Les Échos, Le Lombard représente « 8,5 % du marché de la bande dessinée francophone (7,35 % en France) avec seulement 2,5 % de la production totale du secteur ». La société passe sous contrôle de Média-Participations en 1988 et, l'année suivante, les héritiers d'Hergé récupèrent les droits du journal Tintin.
En 2003, lors du 30e festival d'Angoulême, il a reçu le premier Alph'Art d'honneur attribué à un éditeur.
Il meurt le 21 mars 2008 à Auderghem (Bruxelles) et est inhumé à Longlier-Neufchâteau,, à l'âge de 92 ans.

## Hommage
Le 26 septembre 2006, Raymond Leblanc inaugure la fondation qui porte son nom, au deuxième étage du building Tintin, occasion d'une vaste exposition. Cette fondation décerne à partir de 2007 des récompenses financières pour accompagner les auteurs débutants de bande dessinée : le prix Raymond Leblanc.

## Filmographie
- 1967 : Astérix le Gaulois[14]
- 1969 : Tintin et le Temple du Soleil[15],[16]
- 1969 : Tintin et la SGM (dessin animé publicitaire pour la SGM, dans un format Super 8)
- 1972 : Tintin et le Lac aux requins[17].

## Publications
- Dés pipés : Journal d'un chasseur ardennais, Bruxelles, André Gilbert éditeur, 1942, 4e édition, 255 p. (OCLC 494019056).

#### Monographies
- Jacques Pessis (préf. Philippe Geluck), Raymond Leblanc, le magicien de nos enfances : la grande aventure du journal Tintin, Paris, éditions de Fallois, 2006 (ISBN 2877066037, lire en ligne).

#### Livres
- Hugues Dayez, Le Duel Tintin - Spirou, Bruxelles, Tournesol Conseils SPRL - Éditions Luc Pire, 1997, 255 p. (ISBN 2-930088-49-4, présentation en ligne).
- Jean-Louis Lechat, Un demi-siècle d’aventures t. 2 : 1970 - 1996, Bruxelles, Le Lombard, 5 décembre 1996, 224 p., ill. ; 31 cm (ISBN 280361233X, OCLC 37995939, BNF 37539082, présentation en ligne), p. 6,8,22, 65, 66, 82, 106, 117, 119, 126, 130, 142, 162, 203-217.
- Jacques Fiérain, « Leblanc, Raymond », dans La BD dans la province du Hainaut, Charleroi, Éd. l'Âge d'or, septembre 2006, 96 p., ill. ; 31 cm (ISBN 9782960046458 et 2960046455, OCLC 469651838, présentation en ligne), p. 81.
- Patrick Gaumer, « Leblanc Raymond », dans Dictionnaire mondial de la BD, Paris, Larousse, 2010, 953 p., ill. ; 27 cm (ISBN 978-2-0358-4331-9 et 2-0358-4331-6, OCLC 920924930, présentation en ligne), p. 512. .

#### Périodiques
- Jean-Laurent Truc, « Actu Bd : Tintin, Le Lombard : 70 ans d'une histoire de famille », Zoo le Mag, no 61,‎ septembre 2016, p. 8-9.
- Histoire et fiction hors-série no 1, « BD une histoire française et belge ! », Paris, Oracom, s.d. (2019), p. 66.

#### Articles
- Francis Matthys, « Raymond Leblanc, l'âme du Lombard », La Libre Belgique,‎ 21 mars 2008 (lire en ligne, consulté le 21 mai 2024).
- Jean-Claude Vantroyen, « Raymond Leblanc est mort à 92 ans. Il avait créé le journal Tintin », Le Soir,‎ 22 mars 2008.

### Émissions de télévision
- La bande dessinée en Belgique sur Sonuma, Franquin (Intervenant), Mittéï (Intervenant), Raymond Leblanc (Intervenant), Charles Dupuis (Intervenant), André Secretin (Journaliste), émission Antenne Soir diffusée sur la RTB le 26 décembre 1969 (11 min 35 s).
- Le Journal Tintin fête ses 25 ans ! sur Sonuma, Hergé (Intervenant), Raymond Leblanc (Intervenant), Michel Greg (Intervenant), André Secretin (Journaliste), émission Antenne Soir diffusée sur la RTB (13 min), 13 novembre 1971.

### Vidéographie
- [vidéo] « 201506 ACTU-tv Jacques Pessis parle de Raymond Leblanc, fondateur du journal Tintin », sur YouTube, 21 juin 2015